# Placogorgia reticuloides
Placogorgia reticuloides is een zachte koraalsoort uit de familie Plexauridae. De koraalsoort komt uit het geslacht Placogorgia. Placogorgia reticuloides werd in 1910 voor het eerst wetenschappelijk beschreven door Nutting. 